# 一元運算
在數學上，一元運算是運算的一種，只有一個運算元。如果函數 f : A → A，其中 A 是集合，則函數 f 是在 A 上的一元運算。
常用的記號有前置的（例如 +、−、¬）、後置的（例如階乘 {\displaystyle n!}）、上標的（例如轉置 AT）和代表函數的（例如 {\displaystyle \sin x}）等。舉平方根為例，在參數上方擴展平方根符號的橫條可以標記它們的範圍。

## 一元負數和正數
由於一元運算只有一個運算元，它們會先被計算。下面是一個使用否定的示例：
3--2
在这里，第一個 '−' 代表二元的減數運算，而第二個 '−' 是 2 的一元否定（或者 '-2' 可以指整数 -2）。因此，此運算式等于：
3−(-2)=5
在數學上其實也有一元正數，但它是不需要的，因為我們假設數值就是正數：
(+2)=2
一元正數不會更改負數運算的記號：
(+(-2)) = (-2)
在以下情况中，一个一元負數需要改变其記號：
(−(-2)) = (+2)

## 三角学
三角学中，像{\displaystyle \sin }，{\displaystyle \cos }，{\displaystyle \tan }这样的三角函数，可以被看做是一元运算。这是因为可以只将一个数输入函数，并得到结果。作为对比，像加法这种二元运算，需要两个数才能得到结果。

## 程式設計語言中的示例

### C 語言系列
在 C 語言系列中，以下運算子是一元的：
- 遞增：++x, x++
- 遞減：--x, x--
- 位址：&x
- 間接定址：*x
- 正：+x
- 负：−x
- 一的补码：~x
- 否定： !x
- Sizeof：sizeof x,sizeof(类名称)
- 转换：(类名称) 铸表达

### JavaScript
在JavaScript中，这些运算符是一元的：
- 遞增：++x, x++
- 遞減：--x, x--
- 正：+x
- 负：−x
- 一的补码：~x
- 否定： !x

### Unix Shell (Bash)
在 Unix/Linux shell (bash/sh) 中，"$" 是用於參數擴展的一元運算子，它利用其（有時被修改的）值替換變數的名稱。例如：
- 簡單擴展：$x
- 複雜擴展：${#x}

#### Windows PowerShell
- 遞增：++$x, $x++
- 遞減：−−$x, $x−−
- 正：+$x
- 负：−$x
- 否定：-not $x
- 调目前的作用域：.$x
- 调新的作用域：&$x
- 转换：[type-name] cast-expression
- 转换：+$x
- 陣列：,$array